# Hoàng đằng Việt Nam
Hoằng đằng, danh pháp hai phần: Fibraurea recisa (Pierre, 1858), thuộc họ Biển bức cát (họ Tiết dê - Menispermaceae), bộ Mao lương (Ranunculales).

## Đặc điểm nhận biết
Dây leo nhỏ, sống nhiều năm, phân cành ít. Thân dài không xác định. Lá hình mác thuôn nhọn, dài 6 – 20 cm, rộng 3 – 10 cm, chất da, nhẵn, gân 3 chiếc, gân giữa mang 3 - 4 đôi gân bên. Cuống lá dài 3 – 16 cm, nhẵn, cong ở gốc và ở đỉnh cuống. Cụm hoa dạng chùy phân nhánh, nhẵn, dài 30 – 40 cm, cong xuống. Các nhánh dưới dài hơn các nhánh trên.
Hoa nhỏ, nhẵn, cuống rất ngắn. Hoa đực có 6 lá đài xếp 2 vòng: 3 lá đài vòng ngoài hình trái xoan hơi nhọn, 3 lá đài trong rộng hơn nhiều, hình bầu dục thuộn, rất cong. Cánh hoa 3, hơi rộng hơn lá đài vòng trong, dày và cong. Nhị 3, chỉ nhị rộng, cong, nhẵn, dài bằng bao phấn, đỉnh hơi rộng, có 2 tai ở bên. Hoa cái chưa thấy. Cụm quả cấu tạo như cụm hoa đực. Các nhánh phía gốc dài đến 20 cm, các nhánh trên dài 3 – 5 cm. Toàn bộ cụm quả dài 50 cm. Quả hình trái xoan, khi chín có màu vàng, mùi thơm, đường kính 1,5 cm.

## Đặc điểm sinh học
Mùa hoa tháng 3 - 5, mùa quả chín tháng 4 - 6. Có thể tái sinh chồi trên thân già và ở rễ vào mùa xuân. Hiếm gặp cây cái, do có khả năng tái sinh bằng hạt hiếm hoi.

## Đặc điểm sinh thái
Cây sống dưới tán rừng thứ sinh, ở độ cao 10 – 200 m. Mọc trên đất cát lẫn đất đá. Cây ưa ẩm.

## Phân bố
- Việt Nam: Quảng Nam, Đà Nẵng, Lâm Đồng (Bảo Lộc)
- Thế giới: Lào, Campuchia.

## Giá trị sử dụng
Toàn thân, rễ, lá được dùng làm thuốc. Rễ thanh nhiệt giải độc, lợi tiểu tiện, chữa đinh nhọt, nóng tím, viêm ruột cấp tính, đau họng, viên kết mạc, đau mắt và bệnh hoàng đảm, chữa lị. Thân và lá sắc uống chữa đau lưng. Còn là nguồn nguyên liệu chiết palmatin.

## Tình trạng loài
Sắp nguy cấp tại Việt Nam. Khu phấn bố đang bị thu hẹp do khai thác liên tục và do nạn phá rừng gây nên. Sách đỏ Việt Nam (1996) xếp ở mức độ đe dọa: Bậc V.

### Biện pháp bảo vệ
Cần ngăn chặn phá rừng của khu phân bố loài này và có kế hoạch khai thác luân chuyển để cây kịp tái sinh.